# Adangbe (Volk)
Adangbe (auch Adan, Adantonwi, Agotime, Dangbe genannt) ist ein Volk in Ghana und Togo. Die Adangbe leben an der Grenze zwischen Ghana und Togo und haben ihren Ursprung östlich von Ho in Ghana.
Die Adangbe sind überwiegend Anhänger des Christentums oder traditioneller Religion. Die gleichnamige Sprache Adangbe ist eine der sterbenden Sprachen Ghanas. Häufig sprechen die Adangbe auch Ga.
Die Adangbe sind mit den Igo in Togo verwandt.